# Гантлі (Міссурі)
Гантлі (англ. Huntleigh) — місто (англ. city) в США, в окрузі Сент-Луїс штату Міссурі. Населення — 361 особа (2020).

## Географія
Гантлі розташоване за координатами 38°36′47″ пн. ш. 90°24′32″ зх. д. / 38.61306° пн. ш. 90.40889° зх. д. (38.613100, -90.408859).  За даними Бюро перепису населення США в 2010 році місто мало площу 2,60 км², уся площа — суходіл.

## Демографія
Згідно з переписом 2010 року, у місті мешкали 334 особи в 121 домогосподарстві у складі 94 родин. Густота населення становила 129 осіб/км².  Було 136 помешкань (52/км²).
Расовий склад населення:
| - 91,3 % — білих - 2,1 % — азіатів - 0,9 % — чорних або афроамериканців - 2,7 % — осіб інших рас |

До двох чи більше рас належало 3,0 %. Частка іспаномовних становила 2,1 % від усіх жителів.
За віковим діапазоном населення розподілялося таким чином: 26,9 % — особи молодші 18 років, 51,5 % — особи у віці 18—64 років, 21,6 % — особи у віці 65 років та старші. Медіана віку мешканця становила 48,0 року. На 100 осіб жіночої статі у місті припадало 104,9 чоловіків;  на 100 жінок у віці від 18 років та старших — 92,1 чоловіків також старших 18 років.
Середній дохід на одне домашнє господарство  становив 285 273 долари США (медіана — 146 458), а середній дохід на одну сім'ю — 279 890 доларів (медіана — 167 500). За межею бідності перебувало 12,6 % осіб, у тому числі 17,2 % дітей у віці до 18 років та 5,1 % осіб у віці 65 років та старших.
Цивільне працевлаштоване населення становило 159 осіб. Основні галузі зайнятості: освіта, охорона здоров'я та соціальна допомога — 23,9 %, фінанси, страхування та нерухомість — 18,9 %, науковці, спеціалісти, менеджери — 15,7 %.